# Милош Богданов
Вижте пояснителната страница за други личности с името Богданов.
Милош Богданов е български революционер, деец на Вътрешната македоно-одринска революционна организация.

## Биография
Роден е през 1876 година в охридското село Лактине, което тогава е в Османската империя, днес в Северна Македония. Емигрира в България. Член е на стрелческото дружество в Русе. През май 1901 година заедно с Деян Димитров и Милан Голов пристигат в Охридско и образуват първата организационна чета с войвода Тале Горанов. През май 1903 година в София се присъединява към сформираната от Максим Ненов чета и с нея навлиза в Македония и се сражава при връх Чавките.
По-късно Богданов е самостоятелен войвода в родния си край. Убит е след Междусъюзническата война от сръбските власти.